# توم ويلمسن
توم ويلمسن (بالنرويجية البوكمول: Tom Wilhelmsen)‏ هو مالك سفن ‏ نرويجي، ولد في 18 أغسطس 1911 في تونسبرغ في النرويج، وتوفي في 1978.